# 1977 في ألمانيا
فيما يلي قوائم الأحداث التي وقعت خلال عام 1977 في ألمانيا.

## سياسة

### تعيين في المنصب
- 1 يناير – كلاوس شوتس سفير ألمانيا لدى إسرائيل.
- 1 نوفمبر – جيرهارد شتولتنبرج رئيس البوندسرات.

### انتهاء فترة المنصب
- 2 مايو – كلاوس شوتس عمدة برلين.
- 31 أكتوبر – برنهارد فوغل رئيس البوندسرات.

## رياضة
- 1 يناير – بطولة العالم للعدو الريفي 1977
- 31 يوليو – جائزة ألمانيا الكبرى 1977 الفائز نيكي لاودا.

## ظهور
- 1 يناير – سينثبوب

## أفلام
من الأفلام التي صدرت هذه السنة في ألمانيا:
- 1 يناير – الصليب الحديدي من إخراج سام بيكنباه.
- 1 يناير – ليلة موسيقية قصيرة من إخراج هارولد برنس.

## مواليد

### يناير
- 1 يناير – نيلس فان غوغ دي جي ألماني.
- 11 يناير – أني فريسنغر بوستما
- 15 يناير – رونالد زيهرفيلد ممثل ألماني.

### مارس
- 4 مارس – دانييل كليفر لاعب كرة قدم ألماني.
- 18 مارس – روبرت غاريت لاعب كرة سلة ألماني.
- 21 مارس – جان مولر
- 25 مارس – أكسل كيلر لاعب كرة قدم ألماني.

### مايو
- 10 مايو – نيك هيدفيلد سائق فورمولا 1 ألماني.
- 30 مايو – أوليفر أوشمان صحفي ألماني.

### يونيو
- 8 يونيو – أنجيليكا روش لاعبة كرة مضرب ألمانية.
- 11 يونيو – بول كالكبرينر

### يوليو
- 5 يوليو – نيكولاس كيفر لاعب كرة مضرب ألماني.
- 26 يوليو – تانيا شفتشينكو

### أغسطس
- 3 أغسطس – كريستينا شرودر
- 20 أغسطس – كليمنس ماير كاتب ألماني.
- 24 أغسطس – روبرت إنكه لاعب كرة قدم ألماني.
- 29 أغسطس – جو ويل ممثل ألماني.

### سبتمبر
- 29 سبتمبر – كرستين ستيجمان لاعبة كرة قدم ألمانية.

### أكتوبر
- 13 أكتوبر – روبرت نيبولدت رسام توضيحي ألماني.
- 13 أكتوبر – كاترين فاغنر أوغوستين
- 25 أكتوبر – بريجيت برينتس لاعبة كرة قدم ألمانية.

### نوفمبر
- 19 نوفمبر – ماركوس هانتشك لاعب كرة مضرب ألماني.
- 28 نوفمبر – كلاوس فون فاغنر كاتب ألماني.

### ديسمبر
- 10 ديسمبر – أندريا هينكل لاعبة بياثلون ألمانية.
- 28 ديسمبر – توماس كلينه لاعب كرة قدم ألماني.

## وفيات

### يناير
- 18 يناير – كارل تسوكماير (مواليد 1896)

### فبراير
- 1 فبراير – إريك فايل (مواليد 1904) فيلسوف فرنسي.
- 21 فبراير – هيرولد جورج فيلهلم يوهانس (مواليد 1903) عالم نبات ألماني.

### أبريل
- 3 أبريل – لوتس فون كروسيغ (مواليد 1887)
- 8 أبريل – هيرمان فرانكل (مواليد 1888)
- 28 أبريل – سيب هيربرغر (مواليد 1897) لاعب ومدرب كرة قدم ألماني.

### مايو
- 5 مايو – لودفيغ إيرهارت (مواليد 1897) المستشار الثاني لجمهورية ألمانيا الاتحادية (1963-1966).
- 6 مايو – أوتو فيكيرلينغ (مواليد 1910)

### أغسطس
- 4 أغسطس – إرنست بلوخ (مواليد 1885) فيلسوف ألماني.
- 6 أغسطس – إميل فراي (مواليد 1888)
- 28 أغسطس – بيتر ألتميير (مواليد 1899) سياسي ألماني.

### سبتمبر
- 4 سبتمبر – إيرنست فريتز شوماخر (مواليد 1911) عالم اقتصاد بريطاني.

### أكتوبر
- 10 أكتوبر – هاينريش ماير (مواليد 1904)
- 24 أكتوبر – جيرهارد ماير (مواليد 1908)